# Eemskering
De Eemskering (Duits: Emssperrwerk) is een waterkering (stuwdam) in de rivier de Eems vlak voor Emden, waar deze uitmondt in de Westereems. De waterkering werd tussen 1998 en 2002 gebouwd tussen de dorpjes Gandersum op de noordoever en Nendorp op de zuidoever. De totale kosten van de aanleg bedroegen 224 miljoen euro.

## Constructie
Op de plaats van de kering is de afstand tussen de zomerdijken ruim 1000 meter. Het bouwwerk zelf heeft een lengte van 476 meter, met aansluitend 600 meter dijk. De Eemskering bestaat uit afgezonken pijlers met een tussenafstand van ruim 60 meter. Er is een hoofddoorgang voor het scheepvaartverkeer van 60 meter breed en enkele nevendoorgangen. De hoofddoorgang kan afgesloten worden door een draaisegment dat op de rivierbodem ligt. De nevendoorgangen worden afgesloten met deuren die boven het water hangen en neergelaten kunnen worden.

## Functies
De Eemskering is in de eerste plaats bedoeld als stormvloedkering. Een gesloten kering kan water tot een hoogte van 3,70 meter tegenhouden. Daarnaast maakt de constructie door opstuwing van het water scheepvaartverkeer met een grotere diepgang mogelijk. Dit is vooral relevant voor de schepen die door de Meyer Werft in Papenburg gebouwd worden. De Eemskering kan het water enkele dagen opstuwen, zodat scheepvaartverkeer met een diepgang tot 8,50 meter mogelijk wordt. Wettelijk is vastgelegd, dat dit maximaal 104 uren per jaar gedaan mag worden, tot een maximale stuwingshoogte van 2,70 meter boven het zeeniveau. Dit maximum mag bovendien alleen in de wintermaanden bereikt worden. Een plotselinge lozing van veel water door opening van de Eemskering tast namelijk het waterleven in het waddengebied van de Dollard aan. Bovendien kan het snel stijgende water in de broedtijd tot vernietiging van vogelnesten of verdrinking van jonge vogels leiden. De aanleg van de waterkering was daarom omstreden.

## Aanpassingen vanaf 2020
Gebleken is, dat bij vloed meer slik uit de Noordzee en de Dollard de Eems in loopt, dan er bij eb weer zeewaarts uitstroomt. Hierdoor vertroebelt het water, wat slecht is voor het milieu in de rivier (o.a. onvoldoende zuurstofgehalte). Daarom worden sinds 2020 proeven met zgn. flexibele getij-sturing genomen. Deze tests vinden plaats in overleg tussen de Meyer-Werft te Papenburg, de havenbedrijven van Emden, diverse overheden en natuurbeschermingsorganisaties. In het kader hiervan wordt de Eemskering op van tevoren afgesproken tijdstippen voor korte of langere tijd gesloten. De tests vormen onderdeel van een door bovengenoemde partijen overeengekomen masterplan Ems 2050. In dit masterplan is ook voorzien in een grote verbouwing van de Eemskering. Deze door de overheid te bekostigen verbouwing, om een systeem om ongewenst slib tegen te houden te realiseren, moet in 2022 beginnen en kost circa € 40 miljoen.